# Dolichogryllus infuscatus
Dolichogryllus infuscatus är en insektsart som beskrevs av Lucien Chopard 1967. Dolichogryllus infuscatus ingår i släktet Dolichogryllus och familjen syrsor. Inga underarter finns listade i Catalogue of Life.